# Fönsterhiss

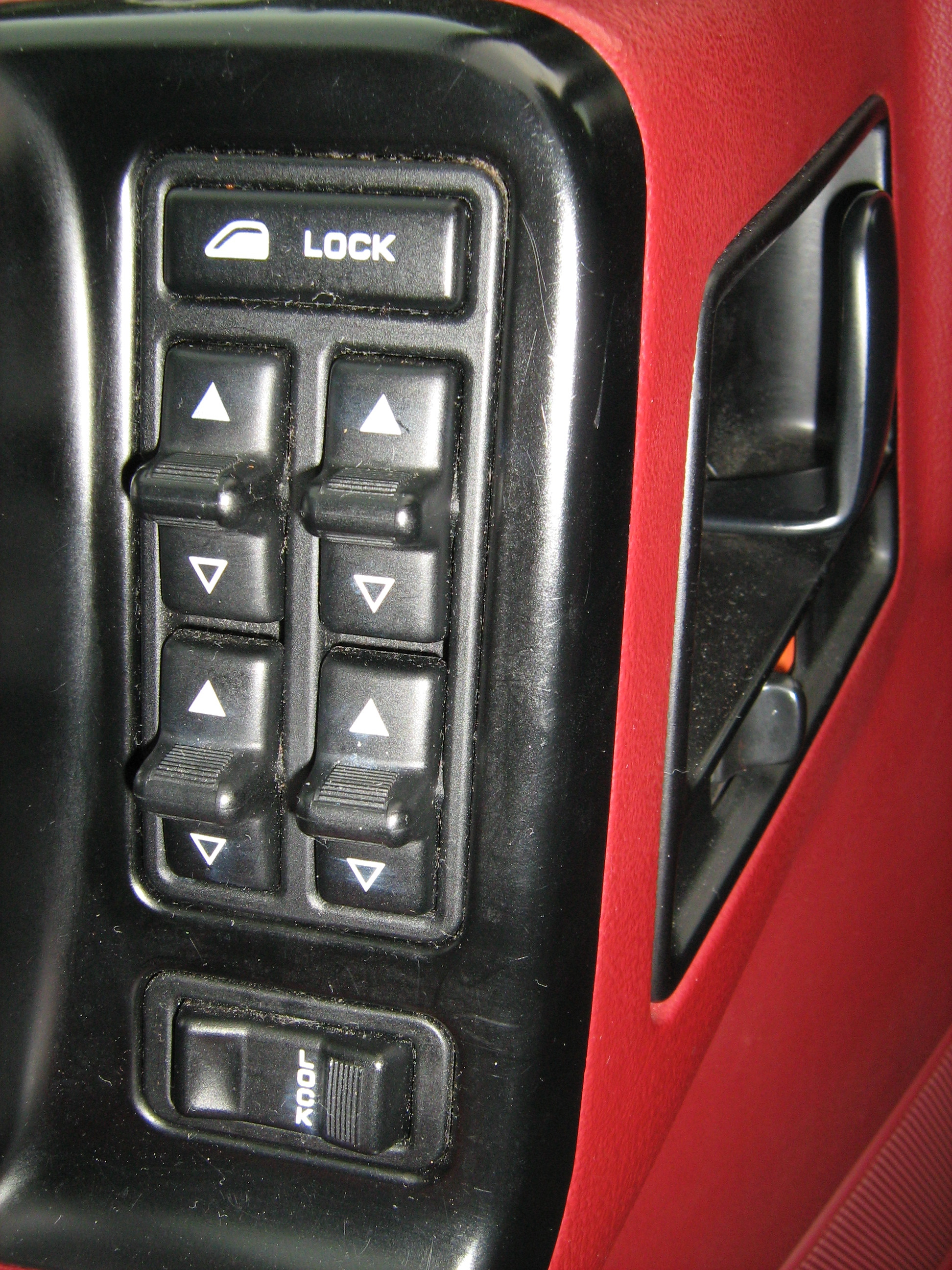
Knappar för fönsterhissen hos Jeep Grand Cherokee.

En fönsterhiss är en anordning för att höja eller sänka en fönsterruta. Fönsterhissar används ofta för bilfönster. De kan vara manuella och drivas med vev eller automatiska och drivas med elmotor. De automatiska kan vara med komfortfunktion vilket betyder att fönsterrutan kan höjas eller sänkas med ett enda knapptryck. På mässan IAA i Berlin 1928 presenterades en uppfinning som revolutionerade hanteringen av bilens sidofönster, och som används än i dag. Den enda skillnaden är att manövreringen av bilens sidofönster i dag är eldriven på nästan alla bilar.
Uppfinningen med det vevade sidofönstret togs fram av den tyska bildelsleverantören Brose, som startade produktionen av fönsterveven 1928 i staden Coburg. Nästa milstolpe för fönstervevandet kom 1956 då Brose presenterade den elektriska fönsterhissen, som då började erbjudas som efterutrustning till bilen. Det tog dock ytterligare sju år innan Brose hade satt elhissen i serieproduktion.
Det var först 1986 som de elektriska fönsterhissarna började förses med sensorer och då kom funktioner som automatisk nedhissning hela vägen och klämskydd.